# Oswald Lübeck

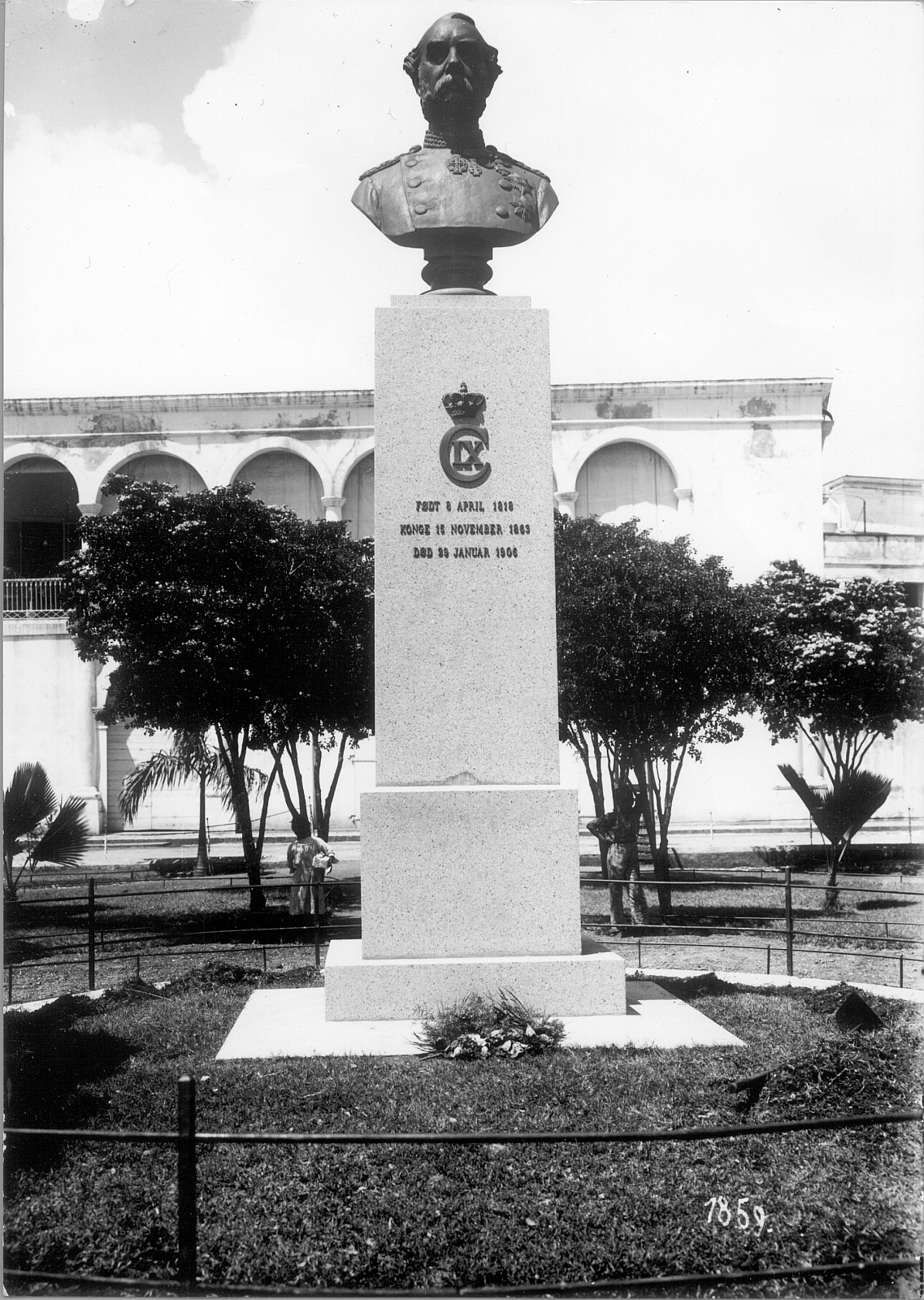
Charlotte Amalie, Saint Thomas (Jungferninseln). Denkmal für Christian IX., König von Dänemark, mit Porträtbüste. Foto von Oswald Lübeck.

Oswald Lübeck (* 11. Juli 1883 in Kospa; † 15. August 1935 in Thießow) war ein deutscher Fotograf. Er gehört zu den frühesten bekannten Vertretern der Bordfotografie, einer Untergattung der Reisefotografie.

## Leben
Lübeck, als Vollwaise im Haushalt seines ältesten Bruders aufgewachsen, absolvierte eine Ausbildung als Fotograf und Buchbinder. Ab 1903/1904 reiste er als Bordfotograf auf den Schiffen der Hamburg-Amerika Linie. Bis 1914 befuhr er alle Kreuzfahrtrouten und reiste mit fast allen „Lustschiffen“ der HAPAG sowie im transatlantischen Linienverkehr. Als gewerbetreibender Passagier war er an Bord der Amerika, der Cleveland, der Imperator, der Kaiserin Auguste Victoria, der Kronprinzessin Cecilie, der Moltke, der Oceana, der Vaterland und der Victoria Luise. Allein zwischen 1911 und 1913 begleitete er insgesamt vier Weltreisen.
Bei der Abreise zur Einweihung des Panamakanals wurde Lübeck vom Kriegsausbruch überrascht und musste schließlich Garnisonsdienst in Graudenz/Westpreußen verrichten. Um 1920 siedelte sich Oswald Lübeck in Greifswald an, wo er ein Fotogeschäft betrieb, das er wohl infolge der Wirtschaftskrise wenige Jahre später wieder aufgeben musste. Einige Fotografien aus dieser Zeit befinden sich heute im Archiv der Ernst-Moritz-Arndt-Universität Greifswald. 1924 baute er sich in Thiessow auf Rügen durch den Betrieb eines Strandkiosks mit gewerblicher Fotografie eine neue Existenz auf.
Oswald Lübeck starb 1935 in Thiessow auf Rügen an den Folgen einer Malaria.
Der fotografische Nachlass von Oswald Lübeck (2000 Glasplatten, darunter 350 Stereoaufnahmen sowie rund 100 handkolorierte Glasdias und 2.000 Papierabzüge) befindet sich in der Deutschen Fotothek in der SLUB Dresden.